# Bosuta
Bosuta (cyr. Босута) – wieś w Serbii, w okręgu szumadijskim, w gminie Aranđelovac. W 2011 roku liczyła 470 mieszkańców.